# Thoraise
Thoraise is een gemeente in het Franse departement Doubs (regio Bourgogne-Franche-Comté) en telt 283 inwoners (2005). De plaats maakt deel uit van het arrondissement Besançon.

## Geografie
De oppervlakte van Thoraise bedraagt 4,0 km², de bevolkingsdichtheid is 70,8 inwoners per km².
De onderstaande kaart toont de ligging van Thoraise met de belangrijkste infrastructuur en aangrenzende gemeenten.

## Verkeer
De spoorweghalte Montferrand-Thoraise  bevindt zich op het grondgebied van de aanpalende gemeente Montferrand-le-Château.

## Demografie
Onderstaande figuur toont het verloop van het inwonertal (bron: INSEE-tellingen).